# Harry Daghlian

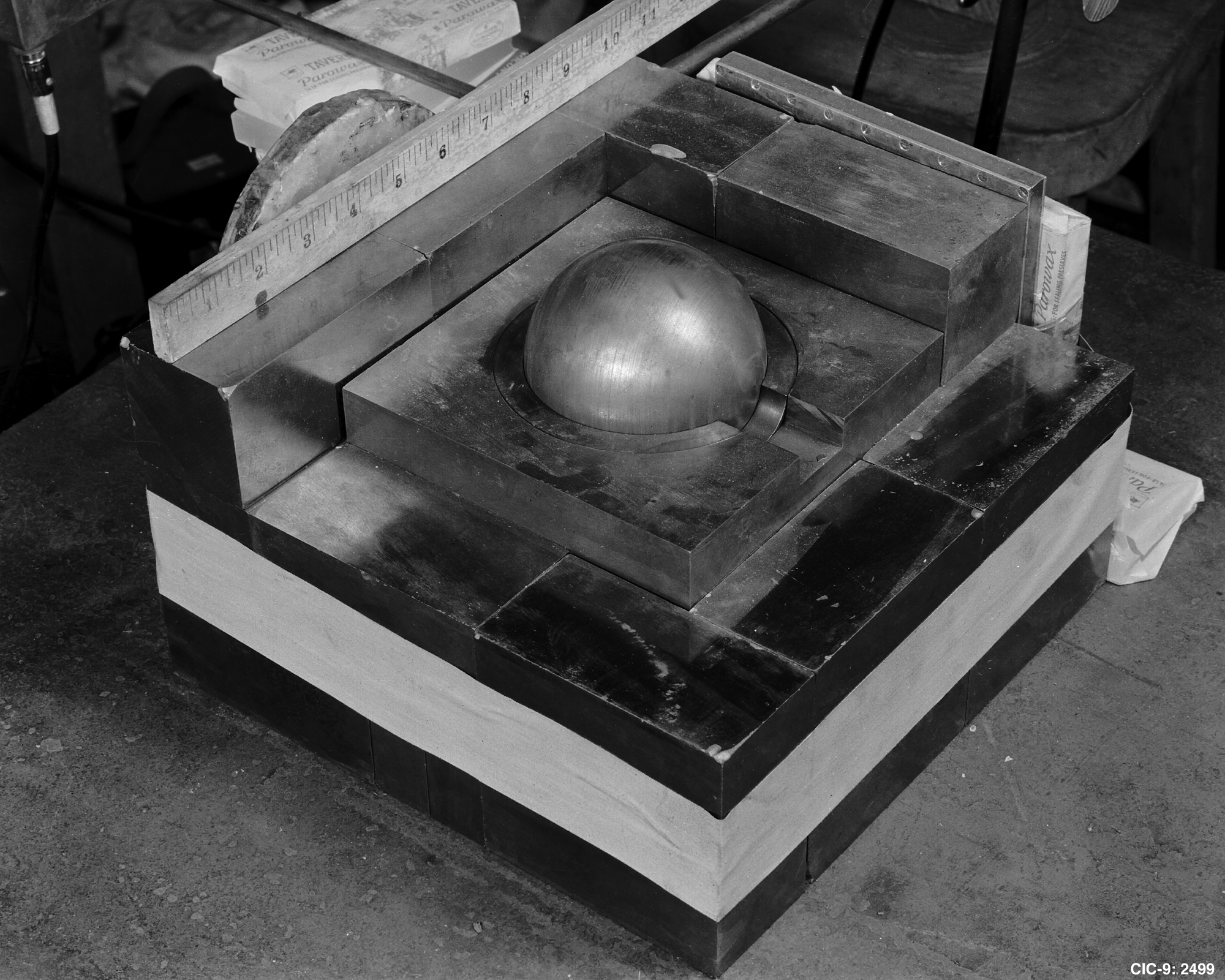
La esfera de plutonio rodeada por bloques de carburo de tungsteno, que actuaban como reflectores de neutrones, en una recreación del experimento de Harry Daghlian verificado en 1945.

Haroutune «Harry» Krikor Daghlian, Jr. (Waterbury, Connecticut, 4 de mayo de 1921-Los Álamos, Nuevo México, 15 de septiembre de 1945) fue un físico estadounidense. El 21 de agosto de 1945 sufrió envenenamiento por radiación al efectuar experimentos de masa crítica en el remoto Laboratorio del Sitio Omega, parte del Laboratorio Los Álamos para el Proyecto Manhattan. Daghlian falleció 25 días después, a los 24 años.

## Carrera
Daghlian fue irradiado como resultado de un accidente crítico el cual ocurrió cuando accidentalmente dejó caer un pequeño ladrillo de carburo de tungsteno dentro del núcleo de plutonio en fase delta para una bomba en desarrollo.
Este núcleo que fue desarrollado durante las postrimerías de la Segunda Guerra Mundial y después fue llamado el Núcleo del Demonio, propició posteriormente la muerte de Louis Slotin en un accidente similar, y posteriormente  fue detonado en la bomba nuclear Able en el marco de la operación Crossroads.
En el experimento, los ladrillos de carburo de tungsteno eran colocados lentamente alrededor del núcleo, siendo usados como reflectores de neutrones, los cuales servían para reducir la masa requerida para que el plutonio alcanzara la condición crítica. Finalmente, habrían sido añadidos suficientes bloques como para permitir al montaje entrar en una reacción nuclear crítica pero controlada, como un reactor nuclear en miniatura. Este último paso no debía efectuarse por un científico trabajando solo, sin embargo Daghlian violando las normas de seguridad oficiales se encontraba trabajando en soledad y a altas horas de la noche en el laboratorio. Aunque el montaje se encontraba en estado crítico, la adición accidental del último bloque causó que la reacción llegara a la etapa anterior a la fase supercrítica.
El evento radioactivo que acompañó a esta reacción crítica fue la emisión de un intenso resplandor azul ionizante. Daghlian se asustó inmediatamente después de dejar caer el ladrillo e intento retirarlo infructuosamente. Se vio forzado entonces a desensamblar parcialmente la pila de bloques para detener la reacción.
Daghlian murió veintiún días después, víctima de envenenamiento por radiación aguda.
Este incidente fue recreado en ficción dentro del libro Los Álamos de Joseph Kanon. Asimismo inspiró el personaje de Michael Merriman en la película Creadores de sombras.
El 20 de mayo de 2000 se inauguró un monumento a Daghlian en la ciudad de New London (Connecticut).